# (4382) Stravinsky
(4382) Stravinsky ist ein Hauptgürtelasteroid, der am 29. November 1989 von Freimut Börngen am Karl-Schwarzschild-Observatorium entdeckt wurde.
Der Asteroid wurde nach dem Komponisten Igor Fjodorowitsch Strawinski benannt.